# بريقط (كعيدنة)

تعديل مصدري - تعديل

بريقط هي إحدى قرى عزلة الثلث بمديرية كعيدنة التابعة لمحافظة حجة، بلغ تعداد سكانها 194 نسمة حسب تعداد اليمن لعام 2004.